# Hardwickia
Hardwickia là một chi thực vật có hoa trong họ Đậu.